# Roy Fielding
Roy Fielding é um cientista de computação norte-americano.